# Collegio di Elmet and Rothwell
Elmet and Rothwell è stato un collegio elettorale inglese della Camera dei comuni del Parlamento del Regno Unito, situato nel West Yorkshire. Eleggeva un membro del Parlamento con il sistema maggioritario a turno unico; il collegio è stato abolito in occasione della revisione periodica del 2024.

## Profilo
A seguito della modifica dei confini parlamentari nel West Yorkshire, la Boundary Commission for England creò questo collegio per le elezioni del 2010; conteneva le città di Garforth, Rothwell e Wetherby.
Situato ad est di Leeds, il collegio prendeva nome dalla città di Rothwell e dall'antico regno celtico-britannico di Elmet. La città mercato di Wetherby e le comunità periferiche di Garforth, Rothwell e Kippax erano città dormitorio di Leeds.
La popolazione era prevalentemente bianca, libera professionista, e solo il 10% viveva in situazioni di edilizia sociale, secondo il censimento del 2011. I livelli di persone che si trovavano in condizioni di reddito di disoccupazione erano sotto i livelli nazionali, con l'1% degli abitanti che vi faceva affidamento. Un quarto della popolazione lavorava nel commercio e della manifattura; il 40% aveva un incarico professionale, manageriale o tecnico, e il 5% era apprendista. Il 28% degli abitanti aveva una laurea o titolo superiore.
L'area di Elmet and Rothwell aveva livelli di immigrazione sotto la media nazionale; solo il 4% degli abitanti erano nati fuori dal Regno Unito, rispetto al dato del 13% a livello nazionale.
Elmet and Rothwell era il 206º collegio più esteso del Regno Unito (in termini geografici), e il 248° più popolato. Risultava essere il seggio più sicuro per i conservatori nel West Yorkshire.
Analisi accademiche riportarono riportato che circa il 56% degli elettori del collegio aveva votato per lasciare l'Unione europea al referendum sulla permanenza del Regno Unito nell'Unione europea nel 2016.

## Membri del Parlamento
| Elezione | Elezione | Deputato         | Partito          |
| -------- | -------- | ---------------- | ---------------- |
|          | 2010     | Alec Shelbrooke  | Conservatore     |
|          | 2024     | Collegio abolito | Collegio abolito |

## Risultati elettorali

### Elezioni negli anni 2010
| Partito                    | Partito                                   | Candidato                  | Risultati 12 dicembre 2019 | Risultati 12 dicembre 2019 |
| Partito                    | Partito                                   | Candidato                  | Voti                       | %                          |
| -------------------------- | ----------------------------------------- | -------------------------- | -------------------------- | -------------------------- |
|                            | Conservatore                              | Alec Shelbrooke            | 33 726                     | 57,92                      |
|                            | Laburista                                 | David Nagle                | 16 373                     | 28,12                      |
|                            | Lib Dem                                   | Stewart Golton             | 5 155                      | 8,85                       |
|                            | Verdi                                     | Penny Stables              | 1 775                      | 3,05                       |
|                            | Yorkshire                                 | Matt Clover                | 1 196                      | 2,05                       |
|                            |                                           |                            |                            |                            |
| Iscritti                   | Iscritti                                  | Iscritti                   | 80 957                     | 100,00                     |
| ↳ Votanti (% su iscritti)  | ↳ Votanti (% su iscritti)                 | ↳ Votanti (% su iscritti)  | 58 225                     | 71,92                      |
| ↳ Astenuti (% su iscritti) | ↳ Astenuti (% su iscritti)                | ↳ Astenuti (% su iscritti) | 22 732                     | 28,08                      |
|                            |                                           |                            |                            |                            |
|                            | Esito: collegio confermato a Conservatore |                            |                            |                            |

| Partito                    | Partito                                   | Candidato                  | Risultati 8 giugno 2017 | Risultati 8 giugno 2017 |
| Partito                    | Partito                                   | Candidato                  | Voti                    | %                       |
| -------------------------- | ----------------------------------------- | -------------------------- | ----------------------- | ----------------------- |
|                            | Conservatore                              | Alec Shelbrooke            | 32 352                  | 54,33                   |
|                            | Laburista                                 | David Nagle                | 22 547                  | 37,87                   |
|                            | Lib Dem                                   | Stewart Golton             | 2 606                   | 4,38                    |
|                            | Yorkshire                                 | Matthew Clover             | 1 042                   | 1,75                    |
|                            | Verdi                                     | Dylan Brown                | 995                     | 1,67                    |
|                            |                                           |                            |                         |                         |
| Iscritti                   | Iscritti                                  | Iscritti                   | 80 245                  | 100,00                  |
| ↳ Votanti (% su iscritti)  | ↳ Votanti (% su iscritti)                 | ↳ Votanti (% su iscritti)  | 59 542                  | 74,20                   |
| ↳ Astenuti (% su iscritti) | ↳ Astenuti (% su iscritti)                | ↳ Astenuti (% su iscritti) | 20 703                  | 25,80                   |
|                            |                                           |                            |                         |                         |
|                            | Esito: collegio confermato a Conservatore |                            |                         |                         |

| Partito                    | Partito                                   | Candidato                  | Risultati 7 maggio 2015 | Risultati 7 maggio 2015 |
| Partito                    | Partito                                   | Candidato                  | Voti                    | %                       |
| -------------------------- | ----------------------------------------- | -------------------------- | ----------------------- | ----------------------- |
|                            | Conservatore                              | Alec Shelbrooke            | 27 978                  | 48,41                   |
|                            | Laburista                                 | Veronica King              | 19 488                  | 33,72                   |
|                            | UKIP                                      | Paul Spivey                | 6 430                   | 11,13                   |
|                            | Lib Dem                                   | Stewart Golton             | 2 640                   | 4,57                    |
|                            | Verdi                                     | Dave Brooks                | 1 261                   | 2,18                    |
|                            |                                           |                            |                         |                         |
| Iscritti                   | Iscritti                                  | Iscritti                   | 79 173                  | 100,00                  |
| ↳ Votanti (% su iscritti)  | ↳ Votanti (% su iscritti)                 | ↳ Votanti (% su iscritti)  | 57 797                  | 73,00                   |
| ↳ Astenuti (% su iscritti) | ↳ Astenuti (% su iscritti)                | ↳ Astenuti (% su iscritti) | 21 376                  | 27,00                   |
|                            |                                           |                            |                         |                         |
|                            | Esito: collegio confermato a Conservatore |                            |                         |                         |

| Partito                    | Partito                                  | Candidato                  | Risultati 6 maggio 2010 | Risultati 6 maggio 2010 |
| Partito                    | Partito                                  | Candidato                  | Voti                    | %                       |
| -------------------------- | ---------------------------------------- | -------------------------- | ----------------------- | ----------------------- |
|                            | Conservatore                             | Alec Shelbrooke            | 23 778                  | 42,62                   |
|                            | Laburista                                | James Lewis                | 19 257                  | 34,52                   |
|                            | Lib Dem                                  | Stewart Golton             | 9 109                   | 16,33                   |
|                            | BNP                                      | Sam Clayton                | 1 802                   | 3,23                    |
|                            | UKIP                                     | Darren Oddy                | 1 593                   | 2,86                    |
|                            | Indipendente                             | Christopher Nolan          | 250                     | 0,45                    |
|                            |                                          |                            |                         |                         |
| Iscritti                   | Iscritti                                 | Iscritti                   | 77 700                  | 100,00                  |
| ↳ Votanti (% su iscritti)  | ↳ Votanti (% su iscritti)                | ↳ Votanti (% su iscritti)  | 55 789                  | 71,80                   |
| ↳ Astenuti (% su iscritti) | ↳ Astenuti (% su iscritti)               | ↳ Astenuti (% su iscritti) | 21 911                  | 28,20                   |
|                            |                                          |                            |                         |                         |
|                            | Esito: Conservatore ottiene nuovo seggio |                            |                         |                         |

## Risultati dei referendum

### Referendum sulla permanenza del Regno Unito nell'Unione europea del 2016
|             | Collegio           | Lasciare UE % | Rimanere in UE % |
| ----------- | ------------------ | ------------- | ---------------- |
|             | Elmet and Rothwell | 56,3%         | 43,7%            |
| Inghilterra | 53,3%              | 46,7%         |                  |
| Regno Unito | 51,9%              | 48,1%         |                  |